# 서브머지드
《서브머지드》(영어: Submerged)는 미국에서 제작된 앤서니 히콕스 감독의 2005년 액션 스릴러 영화이다. 스티븐 서갈 등이 출연하였고, 마이클 P. 플래니건 등이 제작에 참여하였다.

## 출연진
- 스티븐 서갈
- 크리스틴 애덤스
- 윌리엄 호프
- 비니 존스
- 닉 브림블
- 앨리슨 킹
- 게리 대니얼스
- 로스 매콜

## 기타 제작진
- 공동 제작: 랜들 에밋, 조지 펄라, 하이디 조 마클
- 배역: 제러미 지머먼
- 미술: 칼로스 다실바
- 의상: 엘비스 데이비스